# Parlamentní volby v Bulharsku 1886
Parlamentní volby se konaly v roce 1886. Po volbách 19. října se členové bulharského parlamentu (celkem 493) sešli, aby zvolili nového knížete po abdikaci Alexandra I. Bulharského. Volba knížetě proběhla třikrát. Parlament zvolil Ferdinanda I. Bulharského. Ferdinand I. Bulharský se stal posledním knížetem Bulharska a posledním představitelem Bulharského knížectví. Parlament byl rozpuštěn 3. srpna 1887 a byly vyhlášeny nové volby.